# Hasandere, Bilecik
Hasandere là một xã thuộc thành phố Bilecik, tỉnh Bilecik, Thổ Nhĩ Kỳ. Dân số thời điểm năm 2011 là 43 người.